# Nicolae Gr. Racoviță
Nicolae Gr. Racoviță (n. 1835, Craiova – d. 3 martie 1894, Roman) a fost un politician și ministru român din secolul al XIX-lea.

## Biografie
În anul 1865 a obținut doctoratul în drept la Berlin. A făcut parte din coaliția politică care a dus la îndepărtarea domnitorului Alexandru Ioan Cuza de la conducerea tării și din Adunarea Constituantă formată în 1866 pentru adoptarea noii Constituții.

### Funcții publice
A fost ales de două ori primar al orașului Craiova (1866, 1888-1889).
În perioada 18 decembrie 1870 - 11 martie 1871 a fost ministru al Cultelor și Instrucțiunii în guvernul al cincilea al lui Ion Ghica, guvernul Ion Ghica (3).
Format:Răsturnarea lui Alexandru Ioan Cuza
Format:Adunarea constituantă din 1866
Format:Primarii Craiovei